# Xã Ardoch, Quận Walsh, Bắc Dakota
Xã Ardoch (tiếng Anh: Ardoch Township) là một xã thuộc quận Walsh, tiểu bang Bắc Dakota, Hoa Kỳ. Năm 2010, dân số của xã này là 69 người.